# Lomas (gruppo musicale)
Lomas è un gruppo musicale punk rock italiano.

## Storia
La band nasce nella provincia di Modena grazie ad Alessandro Formigoni (Fox) dopo lo scioglimento della Paolino Paperino Band, di cui era il chitarrista. I primi due album dei Lomas vedono la collaborazione di un'altra band modenese, i Bassnazz (o Basnazz). L'ultimo album della band è stato pubblicato in poche copie nel 2004. I Lomas tengono ancora concerti occasionali.
Nei primi anni novanta Bitto e Fox, per l'occasione Speaker Jesus e Mc Abramo (Omelia Posse), hanno anche cantato un pezzo rap di argomento religioso per ironizzare su una tendenza dei preti di quel periodo ad attrarre i giovani in parrocchia cantando canzoni rap. Il pezzo si intitola "Alleluia" ed è stato composto da Termos, compagno di Fox nell'esperienza con la Paolino Paperino Band.

## Componenti
- Mucci - voce e batteria
- Fox (Alessandro Formigoni) - voce e chitarra
- Bambo - basso e voce
- Bitto - chitarra e voce

## Discografia[1]
- Omelia Posse (Speaker Jesus, Mc Abramo, Termos) - Alleluia (singolo rap)
- 1995 - Modena stazione di Modena per Carpi-Suzzara-Mantova si cambia (split con Bassnazz, produzione I Dischi del Culo) (Registrato al "Tortellino Nero" di Modena)

- 1996 - Porci Ceramiche (split con Bassnazz, produzione I Dischi del Culo) (Registrato al "Tortellino Nero" di Modena per i Lomas ed al "Rustico Recording" per i Bassnazz)

- 1998 - mutina punkae lomas 0.5.9. 1.9.9.8 (produzione DDC - Dischi del Culo)

- 2004 - Hai preso le gocce? (etichetta DDC - Dischi del Culo) (Registrato e mixato al Peak Studio da Vilmer)